# Astronium
Astronium é um género botânico pertencente à família Anacardiaceae.
O gênero Myracrodruon Allemao não é mais aceito, está incluído em Astronium Jacq..

## Espécies
- Astronium graveolens
- Astronium fraxinifolium Schott.: gonçalo-alves
- Astronium juglandifolium
- Astronium urundeuva